# Sarvabuddha yogini
La Sarvabuddha yogini è la forma più nota della Sarvabuddha dakini ed è popolare in Tibet nel Buddismo Vajrayāna (nella sua tradizione locale) come Yidam. Spesso viene confusa con la Vajra yogini e Vajra dakini, anche se quest'ultima yidam ha come simbolo specifico il Vajra e come Buddha di riferimento Akṣobhya mentre per il resto è iconograficamente uguale. Secondo il Sadhanamala è Sarvabuddha ad essere una emanazione della Vajra yogini.

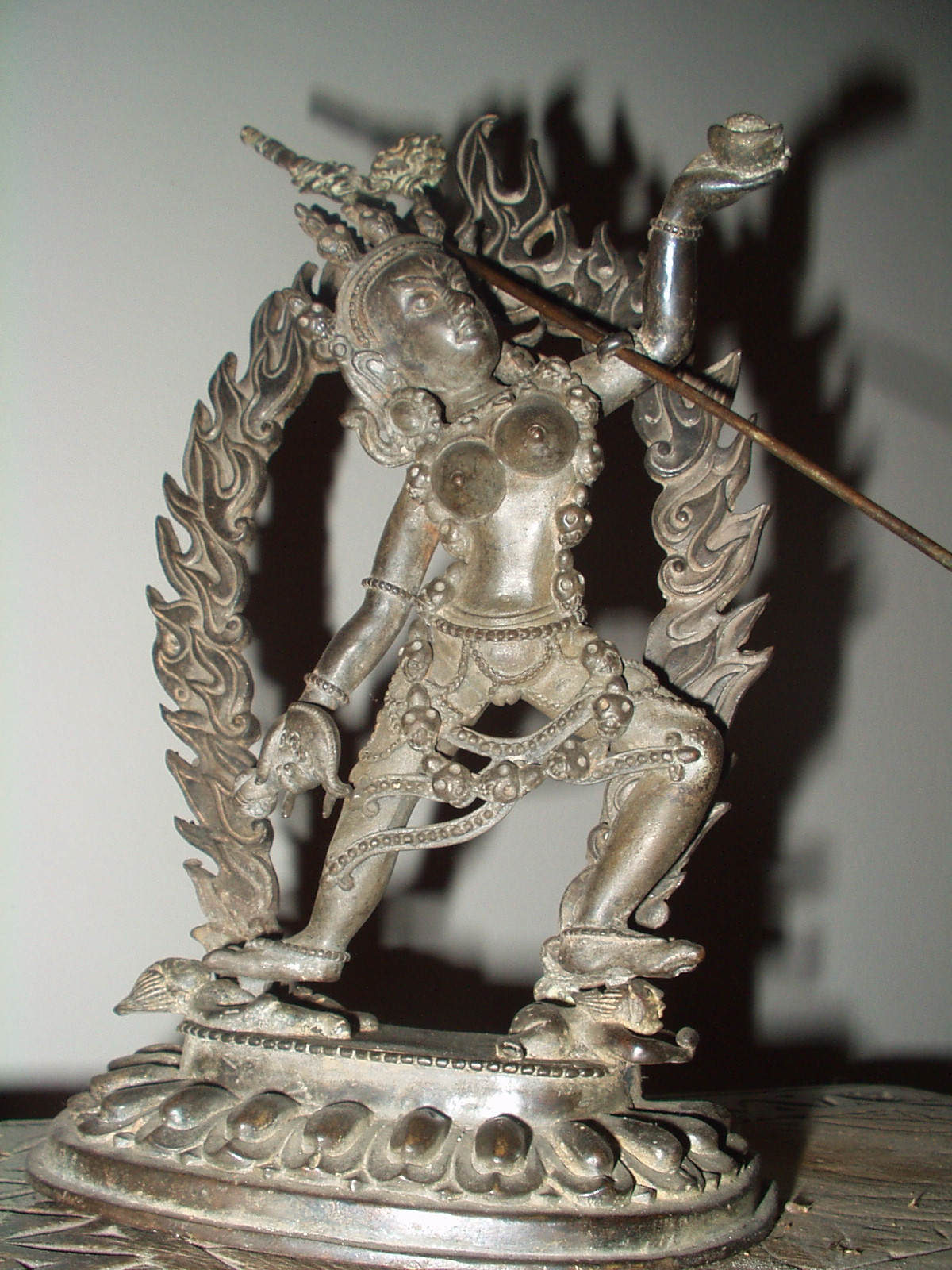
Statuetta tibetana in bronzo raffigurante Sarvabuddha yogini sul loto e circondata da un alone di fiamme

Nota anche col nome tibetano di Naro Kha Chod, in quanto sia la sua figura che la pratica di farne oggetto di meditazione furono importate in Tibet da Nāropā dall'odierno Bangladesh,  la Sarvabuddha yogini svolge la funzione di mediatrice tra il praticante e tutti e cinque i Buddha Trascendenti. In ciò si differenzia dalle altre cinque: Buddha dakini, Ratna dakini, Vajra dakini, Padma dakini e Karma dakini che hanno ciascuna un solo Buddha Trascendente di riferimento e relativa simbologia.

## Iconografia
Sia come Ḍākinī che come Yogini Sarvabuddha viene rappresentata con la mannaia (sanscrito: karttrka, tibetano: gri-gsug) per spezzare le ossa dei defunti nella mano destra e con una calotta cranica (sanscrito: kapala, tibetano: thod-pa) nella mano sinistra. La calotta cranica contiene indifferentemente Amrita o sangue umano. Sia come dakini che come yogini ha il volto corrucciato, è nuda e di colore rosso, indossa una collana di teschi umani e ha una corona di cinque teschi. In entrambi i casi è circondata da un alone di fiamme.
Solo come yogini però porta sulla spalla la khatvanga: una bacchetta magica che indica il possessore di poteri sovrannaturali (sanscrito: siddhi) e che è composta da un doppio vajra, una ampolla con Amrita, tre teste: una appena mozzata, una in putrefazione e un teschio e finisce o con un doppio vajra o con un tridente (che tradizionalmente rappresenta il Buddha il Dharma e il Sangha). Inoltre calpesta due figure umane (talora quattro) che rappresentano l'ego e le passioni.
Solo come dakini ha invece i capelli alzati in guisa di fiamme e danza con le gambe piegate ad arco e freccia.
Esiste anche una seconda forma della Sarvabuddha yogini ed è la Vidyadhari yogini: questa si presenta identica alla Sarvabuddha yogini descritta sopra tranne il fatto che solleva la gamba sinistra facendola passare sopra il braccio sinistro. Il suo nome significa Detentrice di conoscenza.

## Simbologia
La simbologia tantrica molto forte dell'uso della calotta cranica come coppa indica la non-dualità, in questo caso compresa come l'accettazione di ogni offerta al di la' dei concetti di morale, e quindi anche la disponibilità assoluta di porsi come mediatrice con i Buddha Trascendenti indipendentemente dalle qualità o meno dell'adepto. La mannaia rimanda non solo ai riti funerari tibetani (rottura delle ossa del cadavere, smembramento e abbandono dei resti lungo le pendici montane) ma anche alla vittoria sui nemici (le passioni, l'io) e la trasformazione degli stessi in una nuova materia positiva. La calotta e la mannaia in unione rappresentano rispettivamente l'iniziazione tantrica (o metodo upaya di salvazione) e il sapere analitico (o sapienza prajña).
I riti collegati a Sarvastibuddha yogini, spesso collegati a cicli di meditazione nei luoghi dove si abbandonano i cadaveri, sono molto diffusi in Tibet nella tradizione Sakyapa, ma la sua figura compare spesso anche nei monasteri Gelugpa, spesso posta all'estrema destra di altre figure.
Nel Potala di Lhasa una sua statua compare anche sull'altarino della stanza dell'ultimo Dalai Lama.